# Vannsätter
Vannsätter – miejscowość (tätort) w Szwecji, w regionie administracyjnym (län) Gävleborg, w gminie Söderhamn.
Według danych Szwedzkiego Urzędu Statystycznego liczba ludności wyniosła: 444 (31 grudnia 2015), 429 (31 grudnia 2018) i 368 (31 grudnia 2019).